# Ӹ
Ӹ, ӹ или eръй с диерезис е буква от кирилицата, използвана единствено в марийския език. Обозначава присъщата затворена задна незакръглена гласна /ɯ/. Марийският изговор наподобява турското „ı“ /ɯ/. Произношението на този гласен звук е нещо средно между българските [у] и [ъ].

## Кодове
| Буква  | Уникод |
| ------ | ------ |
| Главна | U+04F8 |
| Малка  | U+04F9 |

В други кодировки буквата Ӹ отсъства.